# Lista de santuários marianos

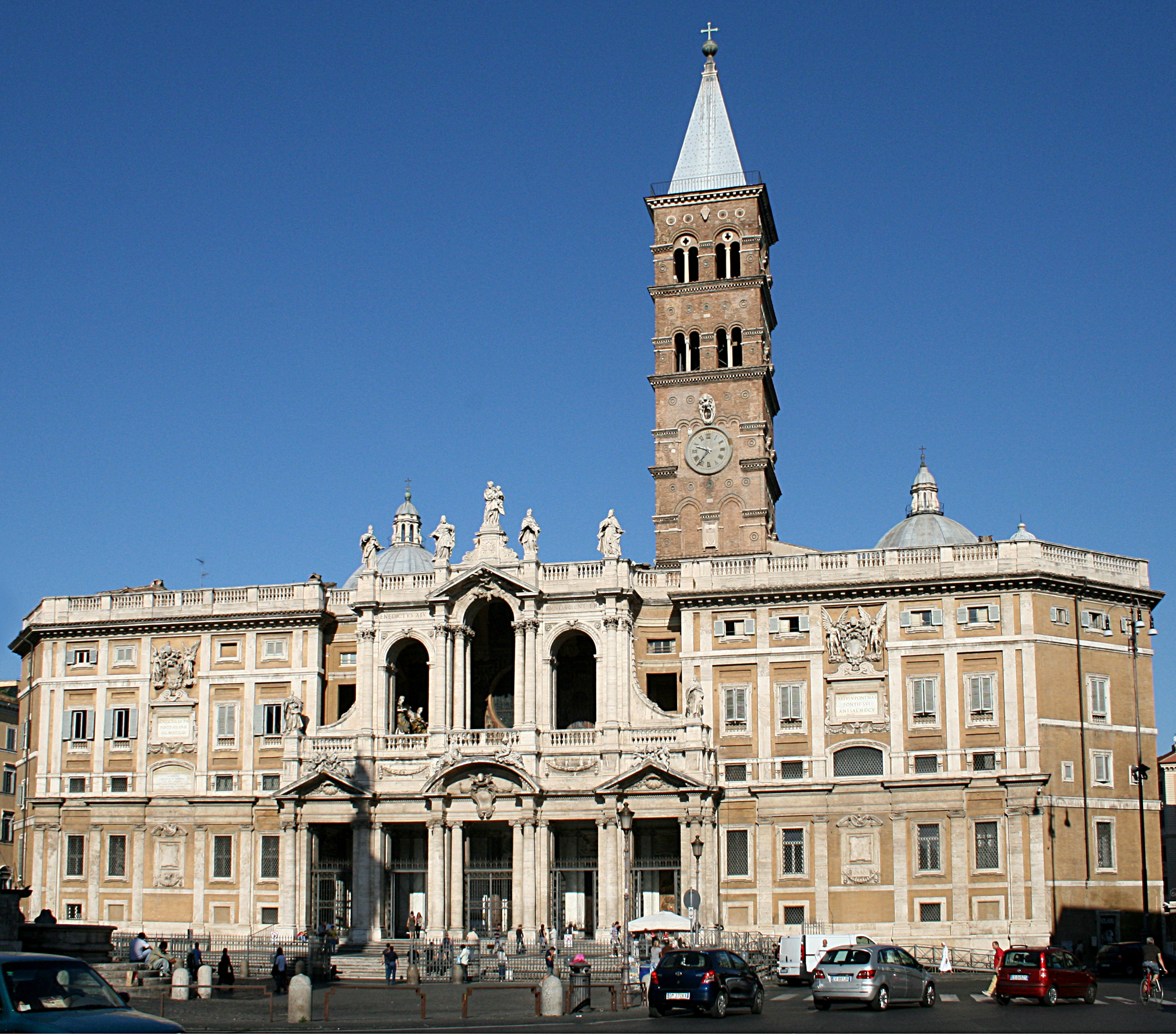
Basílica de Santa Maria Maior, Roma

Esta é uma lista de santuários dedicados ao culto da Santíssima Virgem Maria, mãe de Jesus.
O culto à Virgem Maria tem um aspecto especial dentro dos cultos prestados aos santos, em geral, denominado Hiperdulia (do grego υπερδουλεια; «alta veneração»). É um termo teológico utilizado pelas Igrejas Católica e Ortodoxa que significa a honra e o culto de veneração especial devotados a Nossa Senhora.
A hiperdulia, que está inserido na dulia, diferencia-se muito da latria, que é o culto de adoração prestado e dirigido unicamente a Deus.

## Brasil
- Santuário Nacional de Nossa Senhora da Conceição Aparecida (Aparecida, São Paulo)
- Basílica de Nossa Senhora do Carmo de Campinas (Campinas, São Paulo)
- Basílica de Nossa Senhora do Carmo do Recife (Recife, Pernambuco)
- Santuário Nossa Senhora da Apresentação da Escada (Escada, Pernambuco)
- Basílica de Nossa Senhora da Conceição da Praia (São Salvador da Bahia)
- Santuário Nossa Senhora das Graças (Nova Xavantina, Mato Grosso)
- Santuário Nossa Senhora de Angelina (Angelina (Santa Catarina)
- Santuário de Nossa Senhora das Lágrimas (Campinas, São Paulo)
- Catedral Basílica Menor de Nossa Senhora da Luz (Curitiba)
- Catedral Basílica de Nossa Senhora das Neves (Paraíba)
- Santuário de Nossa Senhora da Cabeça (Perdizes, MG)
- Basílica Santuário Nossa Senhora de Nazaré (Belém/PA)
- Santuário de Nossa Senhora Desatadora dos Nós (Campinas, SP)
- Basílica Santuário de Nossa Senhora da Penha - (Rio de Janeiro - RJ)
- Santuário Nacional de Nossa Senhora de Loreto (Rio de Janeiro - RJ)
- Basílica de Nossa Senhora de Lourdes (Rio de Janeiro - RJ)
- Santuário Diocesano Mariano de Nossa Senhora da Penha (São João da Barra - RJ)
- Santuário Diocesano Nossa Senhora do Rosário (Mallet - PR)

## Espanha
- Santuário das Aparições (Pontevedra)
- Santuário de Nossa Senhora da Candelária (Candelaria, Ilhas Canárias)
- Santuário de Nossa Senhora de Covadonga (Covadonga, Astúrias)
- Santuário de Nossa Senhora do Carmo de Garabandal (San Sebastián de Garabandal, Cantábria)
- Santuário de Nossa Senhora das Dores de Chandavila (La Codosera, Badajoz)
- Santuário de Nossa Senhora das Graças de Onuva (La Puebla del Río, Sevilha)
- Santuário de Nossa Senhora do Pilar (Saragoça)

## França
- Lourdes. Localizado no sul da França, aos pés dos montes Pireneus, fica a cidadezinha de Lourdes, onde Nossa Senhora apareceu para a camponesa Bernadette Soubirous, em 1858. Hoje é um dos maiores lugares de peregrinação Mariana.

- Capela da Medalha Milagrosa, Paris. Nossa Senhora apareceu, aqui, para a Irmã Catherine Labouré, em 1830. (Rue du Bac, Paris).

## Líbano
- Santuário de Nossa Senhora de Mantara

## Portugal
- Santuário de Nossa Senhora da Abadia (Santa Maria do Bouro, Amares)
- Santuário da Nossa Senhora Aparecida (Torno, Lousada)
- Santuário de Nossa Senhora do Aviso (Serapicos, Bragança)
- Santuário de Nossa Senhora da Vitória (Batalha)
- Santuário de Nossa Senhora da Boa Nova (Terena, Alandroal)
- Santuário de Nossa Senhora do Bom Despacho (Cervães, Vila Verde)
- Santuário de Nossa Senhora das Brotas (Brotas, Mora)
- Santuário de Nossa Senhora do Cabo Espichel (Sesimbra)
- Santuário de Nossa Senhora do Carmo da Penha (Guimarães)
- Santuário de Nossa Senhora da Conceição (Vila Viçosa)
- Santuário de Nossa Senhora do Rosário de Fátima (Fátima)
- Santuário de Nossa Senhora da Lapa (Quintela, Sernancelhe)
- Santuário de Nossa Senhora dos Milagres (Dois Portos, Torres Vedras)
- Santuário de Nossa Senhora do Monte Santo (Água de Pau, Ilha de São Miguel, Açores)
- Santuário de Nossa Senhora da Nazaré (Nazaré)
- Santuário de Nossa Senhora da Ortiga (Fátima)
- Santuário de Nossa Senhora da Peneda (Gavieira, Arcos de Valdevez)
- Santuário de Nossa Senhora da Piedade (Sanfins do Douro)
- Santuário de Nossa Senhora da Piedade, Mãe Soberana (Loulé, Algarve)
- Santuário de Nossa Senhora da Piedade de Tábuas (Vila Nova de Miranda do Corvo)
- Santuário de Nossa Senhora do Pilar (Póvoa de Lanhoso)
- Santuário de Nossa Senhora do Porto de Ave (Taíde, Póvoa de Lanhoso)
- Santuário de Nossa Senhora da Póvoa (Vale da Senhora da Póvoa, Penamacor)
- Santuário de Nossa Senhora do Sameiro (Braga)
- Santuário de Santa Maria de Alcobaça (Alcobaça)
- Santuário de Nossa Senhora do Socorro (Albergaria-a-Velha)
- Santuário de Nossa Senhora dos Remédios (Lamego)
- Santuário de Nossa Senhora do Tojo (Abrantes)
- Santuário de Nossa Senhora da Paz (lugar do Barral, concelho de Ponte da Barca)
- Santuário de Nossa Senhora da Graça (Mondim de Basto)
- Santuário de Nossa Senhora da Conceição da Rocha (Linda-a-Pastora, Oeiras)

## Reino Unido
- Santuário de Nossa Senhora de Walsingham (Norfolk)